# Benjamin Baillaud

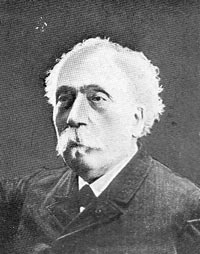
Benjamin Baillaud

Édouard Benjamin Baillaud (* 14. Februar 1848 in Chalon-sur-Saône; † 8. Juli 1934 in Paris) war ein französischer Astronom.

## Leben
Seine akademische Ausbildung erhielt Baillaud an der École normale supérieure und der Sorbonne. Von 1878 bis 1907 war er Leiter des Observatoriums von Toulouse, anschließend leitete er bis 1926 das Pariser Observatorium. Seit 1908 war er Mitglied der Académie des sciences. 1913 wurde er zum korrespondierenden Mitglied der Russischen Akademie der Wissenschaften gewählt.
Er war insbesondere mit der Erforschung der Bahnen der Saturnmonde beschäftigt. Während seiner Tätigkeit in Toulouse war er maßgeblich an der Aufstellung des 50-cm-Teleskops auf dem Pic du Midi beteiligt. Später wurde er der erste Präsident der Internationalen Astronomischen Vereinigung (von 1919 bis 1922). Von der Universität Cambridge erhielt er die Ehrendoktorwürde.

## Ehrungen
- 1923 Bruce Medal

Der Mondkrater Baillaud wurde nach ihm benannt. Das 50-cm-Teleskop auf dem Pic du Midi erhielt ebenfalls seinen Namen. Besonders intensiv nutzte es sein Sohn Jules Baillaud, ebenfalls Astronom und von 1937 bis 1947 Leiter des Observatoriums auf dem Pic du Midi.
Nach Jules Baillaud wurde der Asteroid 1280 Baillauda und nach Benjamin Baillaud ist (11764) Benbaillaud benannt. Nach ihm wurde auch der Mondkrater Baillaud benannt.